# Booster Seat
"Booster Seat" es una canción de la banda australiana de indie rock Spacey Jane de su álbum de estudio debut, Sunlight (2020). Fue enviado a la radio comercial como sexto sencillo del álbum el 7 de mayo de 2021. La canción alcanzó el puesto número ocho en las listas de ARIA y obtuvo el puesto número dos en Triple J Hottest 100 de 2020. En 2024, la canción fue certificada 7× platino por la Asociación Australiana de la Industria Discográfica, habiendo vendido más de 490.000 unidades.
En los Premios ARIA de 2021, "Booster Seat" ganó la Canción del año. También ganó Mejor Sencillo en los Premios de la industria musical de Australia Occidental de 2020 y Canción Independiente del Año en los ARIA Music Awards de 2021. Además, fue preseleccionada como Canción del año en los Premios APRA de la Música de 2021.